# Claude-François Achard
Pour les articles homonymes, voir Achard.
Claude-François Achard, né à Marseille, le 23 mai 1751 et mort dans cette même ville, le 29 septembre 1809, est un médecin, un lexicographe de la langue d'oc et un érudit français.

## Biographie

### Jeunesse
Claude-François Achard est né à Marseille sur la paroisse de Saint-Ferréol. Fils de Joseph Achard, marchand-fabricant papetier, et de Catherine Rose Chaulan, il est envoyé à l’âge de sept ans chez son oncle paternel, curé du Pègue en Dauphiné, et étudie au séminaire de Viviers où il apprend les langues anciennes (latin, grec et hébreu) et modernes (anglais, espagnol et italien). Il ne poursuit pas dans la cléricature et s’oriente vers la médecine.
Il étudie à Montpellier, puis à Avignon, où il reçoit, le 20 janvier 1772, le bonnet de docteur, des mains d’Esprit Calvet, premier professeur de faculté. Il est probable que ce médecin qui était, par ailleurs, un grand collectionneur et possédait une excellente bibliothèque, lui donna le goût des livres.

### Le médecin
Jeune médecin, Claude-François Achard s’installe à Aubagne, de 1772 à 1775, où il rencontre Élisabeth-Françoise Ollive, qu’il épousera le 25 novembre 1777. Il exerce ensuite à Marseille où il se fait connaître comme un médecin charitable. Il est du nombre des médecins que l’hôpital de la grande Miséricorde salariait pour visiter les pauvres malades.

### L’érudit
Claude-François Achard entre à l’Académie de Marseille le 14 août 1786 et prononce son discours de réception le 6 décembre 1786. Il en est nommé directeur en 1790, mais l’Académie de Marseille est par la suite supprimée par décret de la Convention du 8 août 1793.
Dès 1790, il commence à classer les livres récupérés dans les bibliothèques des maisons religieuses supprimées, notamment celle du collège des Oratoriens. Un arrêté du Directoire du Département du 14 février 1793 ordonne la création de la bibliothèque publique et Achard en est nommé bibliothécaire. Avec un zèle infatigable, il travaille à la confection des inventaires et des catalogues, aidé par son fils aîné. Pour l’aider à la réalisation de cet inventaire, une commission des Arts, composée de cinq membres est nommée le 6 novembre 1794. Les travaux de cette commission dont le nombre de membres est porté à six, sont ainsi répartis :
- M. Odossaint et Audibert : instruments de mathématiques, physique, chimie, objets d’histoire naturelle, jardin botanique.
- M. Achard et Aubert : bibliothèque et antiquités.
- M. Guenin et Fontainieu : peinture, sculpture, dessin, gravures[6].

Cette commission prend ensuite le titre de conservatoire des Arts, en 1796.
Le couvent des Bernardines est choisi comme lieu de dépôt général de tous les objets d’art ou de science, ce qui permet une ouverture solennelle de la bibliothèque le 10 mars 1799, avec 27 000 volumes. Elle ferme bientôt ses portes au public et ne devient définitivement accessible qu’en 1805.
Franc-maçon, il est vénérable de la loge La Triple Union qu’il ranime en 1801, et se trouve à l’origine du renouveau maçonnique dans la ville sous le Consulat.

### L’encyclopédiste provençal

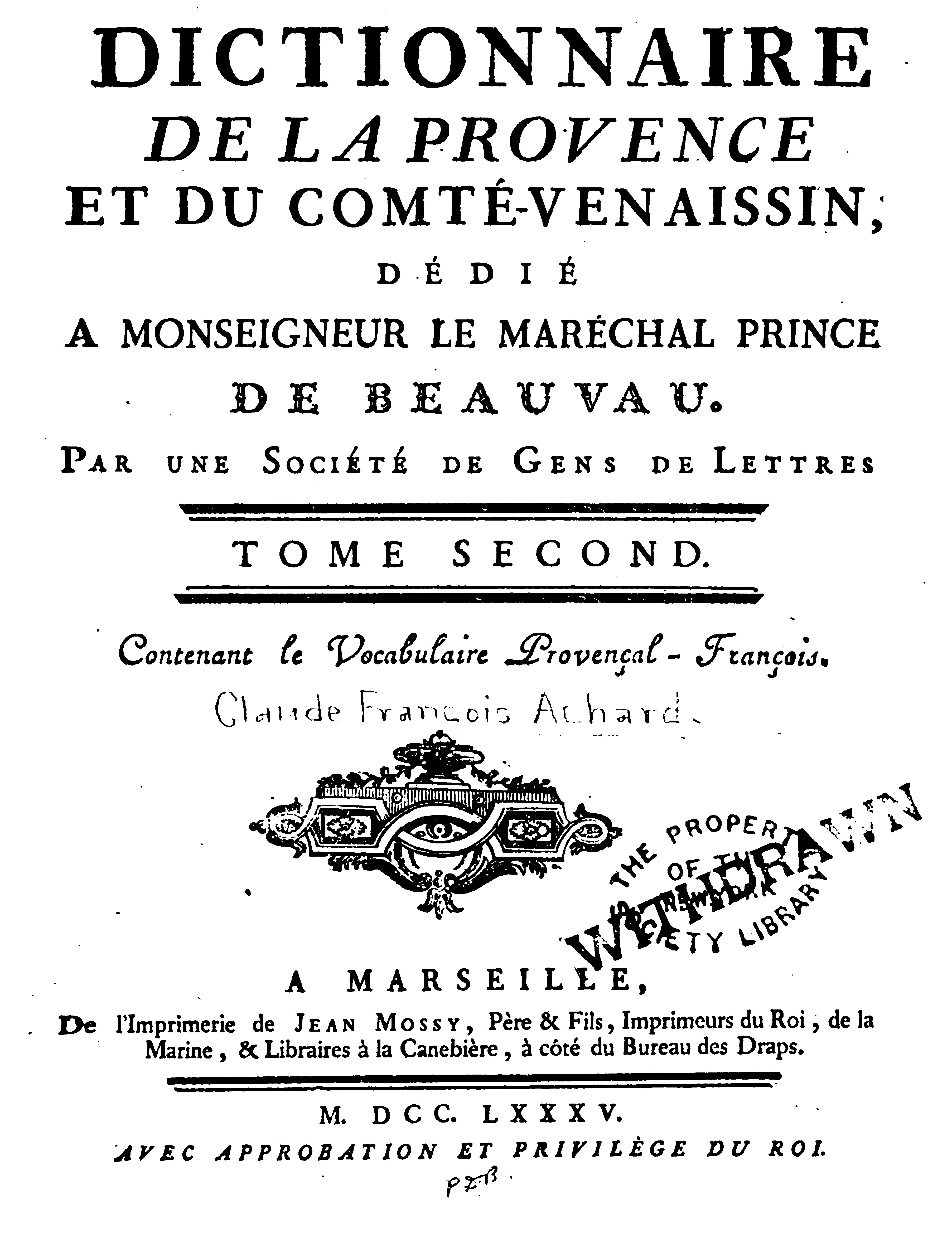

Claude-François Achard est très connu pour la publication des ouvrages suivants :
- Dictionnaire de la Provence et du Comtat Venaissin, par une société de gens de lettres, travail collectif dont l’initiative et la conception générale lui reviennent ainsi qu’une large partie des notices. Cet ouvrage en quatre volumes est constitué :
  - d’un dictionnaire de langue Le Vocabulaire français-provençal et provençal-français, Marseille, Mossy, 1785, 2 volumes, 732 et p. 654 lire en ligne volume 1 et lire en ligne volume 2).
  - d’un dictionnaire biographique Histoire des hommes illustres de la Provence, Marseille, Mossy, 1786-1787, 2 volumes, 535 et p. 523 lire en ligne volume 1 et lire en ligne, volume 2).
- Description historique, géographique et topographique des villes, bourgs, villages et hameaux de Provence ancienne et moderne, du Comtat Venaissin et de la principauté d’Orange, du comté de Nice pour servir de suite au dictionnaire de la Provence, Imprimerie Pierre Joseph Calmen, Aix, 1787-1788.

Sur ces ouvrages, Augustin Fabre donne une appréciation très sévère mais pas objective car il n’a jamais été admis à l’Académie de Marseille : « Le dictionnaire géographique de la Provence par Achard est fait avec la même précipitation et ne mérite aucun éloge. Son histoire des hommes illustres est plus utile et sera toujours consultée. Mais que de défauts on y remarque ! Que de noms obscurs y occupent une large place, tandis que de véritables célébrités n’obtiennent souvent qu’une courte et insignifiante note ! »
Si ces ouvrages sont l’œuvre d’un homme occupé par de multiples activités, ils sont cependant très intéressants, notamment par ses notices. Ainsi, pour Michel Vovelle, « on peut dire que le dictionnaire d’Achard représente pour nous une mine de documents d’une exceptionnelle richesse, et qu’à travers le regard de ce représentant typique de l’élite des Lumières, comme de façon plus lointaine à travers le regard de ses informateurs locaux, c’est tout un mouvement de découverte qui prend ici naissance ».

### Sa mort
Frappé d’apoplexie, Claude-François Achard s’éteint le 29 septembre 1809 dans l’appartement de fonction établi près de la bibliothèque dans le bâtiment du couvent des Bernardines, actuellement lycée Thiers,.
Son éloge funèbre sera fait en 1812 à l’Académie de Marseille par Simon-Célestin Croze-Magnan (1750-1818).
Une rue du 4e arrondissement de Marseille porte son nom.

## Pour approfondir